# On demande le docteur Tic-Tac
Ne doit pas être confondu avec On demande le docteur Kildare.
On demande le docteur Tic-Tac est une nouvelle écrite et publiée en 1965 par Ron Goulart. Son titre original est Calling Dr. Clockwork (mot-à-mot : « On appelle Docteur Mécanique »).
Elle a notamment été publiée en France dans le recueil Histoires fausses en 1984, avec une traduction de Dominique Haas.

## Résumé
Arnold Vesper rend visite à un ami de son père hospitalisé à l'Hôpital Urbain Gratuit n°14. Il essaie d'acheter des fleurs dans un distributeur de fleurs, mais celui-ci est cassé. Il arrive à l'hôpital, qui suinte la crasse. Un concierge acariâtre l'informe que les visites finissent bientôt. Arnold monte à l'étage et se fait percuter par une civière automatique, qui a fait une brusque embardée, portant un malade à l'agonie. Du sang du patient se déposant sur sa main, Arnold s'évanouit de surprise.
Il est immédiatement hospitalisé d'office par un médecin (humain). Arnold veut quitter l'hôpital, d'autant plus que les frais médicaux ne sont pas totalement gratuits, mais il faut auparavant attendre le médecin-chef, qui se trouve être un robot.
Celui-ci, que l'on surnomme le « docteur Tic-Tac », l'ausculte, refuse sa sortie et décide d'office de le garder quelques jours à l'hôpital. Arnold n'aura comme nourriture qu'un bol de gruau.
Le lendemain, Arnold n'a toujours pas été alimenté et se trouve faible. Le docteur Tic-Tac, assis pour un motif inconnu dans un fauteuil roulant, vient le voir et l'ausculte de nouveau. Il lui annonce en grand secret qu'un pays ennemi des États-Unis a créé une arme bactériologique puissante et inconnue, que lui, docteur Tic-Tac, a découverte et qu'il a dénommée « Contagium DDW ». Certes personne d'autre que lui n'a décelé cette maladie, mais ça ne saurait tarder. Il précise que deux douzaines de patients sont déjà atteints de cette affection et ont été placés sur ses ordres dans le pavillon « Isolation », en quarantaine. Il ajoute enfin qu'Arnold est lui-aussi, sans doute, victime de cette arme bactériologique et qu'il pourrait être placé en isolement.
Plusieurs jours après, son état restant stabilisé, Arnold indique vouloir sortir : nouveau refus. Il s'inquiète pour les conséquences sur son emploi. Le docteur Tic-Tac revient le voir, et lui annonce que le syndrome s'amplifie. Ayant découvert cette maladie, pourrait-il être canonisé par le Pape comme ayant été un bienfaiteur de l'humanité ?
La nouvelle finit ainsi :
« 
- Nous allons vous faire une piqûre, dit le docteur. Tournez-vous.

- Je crois que je commence à avoir confiance en vous, docteur.

- Oui ; qu'ils m'appellent donc le docteur Tic-Tac quand j'ai le dos tourné. On peut quand même me faire confiance.
Tout en procédant à l'injection, l'androïde commença à vrombir d'une drôle de façon.
- On peut me faire confiance.

- C'est ce que je pense maintenant, fit Vesper.

- On peut me faire confiance. On peut me faire confiance. On peut me faire confiance. On peut me faire confiance. On peut me faire confiance. On peut me faire confiance. On peut me faire confiance. On peut me faire confiance...

Vesper s'endormit avant que le docteur Tic-Tac ait fini de parler. »

## Préface
Le recueil Histoires fausses est précédé d'une préface générale ; de surcroît chacune des nouvelles bénéficie d'une préface individuelle.
Dans sa préface à la nouvelle, Demètre Ioakimidis a notamment indiqué avec humour :
« Voici venir un autre robot. Ou faudrait-il dire plutôt un antirobot, comme on parle de antihéros ? Il est en action, ou tout au moins en mouvement, sur un fond de médecine collectivisée. L'auteur laisse le lecteur s'interroger sur ce qui, de la machine détraquée ou du système qui fonctionne trop bien, est le plus menaçant. »